# Tour Adria
Pour les articles homonymes, voir Adria (homonymie).
Ne doit pas être confondu avec Adria Tour.
La tour Adria (aussi connue sous le nom de tour Technip, du nom de la société locataire historique) est un gratte-ciel de bureaux situé dans le quartier d'affaires de La Défense, en France (précisément à Courbevoie, dans le quartier du Faubourg de l'Arche). En 2021, elle entre en rénovation pour devenir la tour Hopen.
Le 27 février 2023, le chantier fait l'actualité en raison d'une grue ayant plié, l'incident nécessitant l'évacuation des immeubles alentour.

## Première version: tour Adria

### Projet

Tour Adria (entre 2002 et 2006).

La tour Adria est jumelle de la tour Égée située à proximité. Elle a été construite par la même entreprise SARI Développement. La construction de la tour a commencé en 1999 et a été stoppée pendant plusieurs mois en 2001 pour des raisons financières. Elle est finalement livrée le 13 décembre 2002, et louée intégralement à la société Technip.
La tour a été vendue une première fois par Lucia (filiale de Colony Capital) et SITQ (filiale de la Caisse de dépôt et placement du Québec) à DB Estate Investment GMBH en avril 2003 pour un montant de 362,515 M€, puis une seconde fois par DB Real Estate à Tesfran en mars 2006 pour 562,500 M€.

### Description
Au départ, la tour aurait dû être blanche, comme sa jumelle la tour Égée, mais finalement elle a été construite de couleur noire, avec des façades vitrées très réfléchissantes. Avec ses 155 m de haut, elle était avec la tour Égée la plus haute tour du quartier du Faubourg de l'Arche jusqu'à la construction de la tour T1 (construite par Lucia et SITQ et louée à Engie).
La tour est décomposée en deux parties :
- le bâtiment autonome classé Immeuble de grande hauteur (IGH)
- un ensemble de 615 places de stationnement sur 4 niveaux

## Rénovation: tour Hopen
Le 25 mars 2021, un permis de construire pour une restructuration/surélévation la tour gagnant 12 mètres à cette occasion et 3 étages. La rénovation de la tour est menée par l'agence Ateliers 2/3/4.
À l'automne 2021, le chantier de rénovation est lancé par Primonial REIM France, son gérant depuis 2013.

La tour en rénovation (janvier 2023).

### Incident sur la grue lors de la rénovation de la tour
Le 27 février 2023, une forte rafale de vent entraîne le retournement de la flèche de la grue fixée à mi-hauteur de la tour. L'incident ne fait aucun blessé mais plusieurs tours du quartier de La Défense doivent être évacuées en raison d'un risque d'effondrement de la grue.

Grue pliée (février 2023).